# Alyssum stylare
Alyssum stylare är en korsblommig växtart som först beskrevs av Pierre Edmond Boissier och Benedict Balansa, och fick sitt nu gällande namn av Pierre Edmond Boissier. Alyssum stylare ingår i släktet stenörter, och familjen korsblommiga växter. Inga underarter finns listade i Catalogue of Life.